# 新滩镇 (绥江县)
新滩镇，是中华人民共和国云南省昭通市绥江县下辖的一个乡镇级行政单位。

## 行政区划
新滩镇下辖以下地区：
新滩村、银厂村、石溪村、石龙村和鲢鱼村。